# Lepidochrysops pephredo
Lepidochrysops pephredo is een vlinder uit de familie van de Lycaenidae. De wetenschappelijke naam van de soort is voor het eerst geldig gepubliceerd in 1889 door Trimen.